# محمد الدويش
محمد الدويش, هو محمد بن سليمان الدويش, صحفي رياضي سعودي, من مواليد 1956 م في  الرس, السعودية. وكان يَعمل مُدير عام الإدارة العامة للشؤون القانونية في وزارة العمل والشؤون الاجتماعية.
بدأ الكتابة الرياضية عام 1979 في جريدة الرياض, كَتب بِشكل ثابت في صحيفة عكاظ والملاعب الرياضية وجريدة الرياض وجريدة الجزيرة وصحيفة الوطن, وكتب أحياناً في مَطبوعات أخرى.
سابقآ كان ضيف ثابت في برنامج خط الستة والذي بث على قناة أبوظبي الرياضية.
لٌقب من قِبل محبيه ومتابعين الوسط الرياضي بعميد الكتاب كونه له باع طويل بالنقد والصحافة الرياضية وبالأخص الشؤون النصراوية .

## وصلات خارجية
- موقع عميد الكتاب